# Bob-Europameisterschaft 1978
Die Bob-Europameisterschaft 1978 wurde am 7. und 8. Januar im Viererbob und am 14. und 15. Januar 1978 im Zweierbob auf dem zu den Olympischen Winterspielen 1976 neugebauten Olympia Eiskanal in Igls ausgetragen. Es war damit die erste Bob-Europameisterschaft, die in beiden Konkurrenzen komplett auf einer Kunsteisbahn ausgetragen wurde. Geschmälert wurde der Wettbewerb durch das Fehlen der Schweizer Bobs, die jeweils parallel zu den EM-Wettbewerben ihre Landesmeisterschaften austrugen und sich damit gleichzeitig für die Weltmeisterschaften in Lake Placid vorbereiteten.

## Vierer-Bob Männer
Im deutsch-österreichischen Duell gelang Bobpilot Fritz Sperling die große Überraschung. Der Lokalmatador konnte auf seiner Hausbahn den Doppelolympiasieger von Innsbruck Meinhard Nehmer aus der DDR um hauchdünne sechs Hundertstel Sekunden schlagen. Damit gelang erstmals einem Bob aus Österreich der EM-Titel im großen Schlitten. Das Duell zwischen Sperling und Nehmer war an Spannung kaum zu überbieten, denn nach dem ersten Wettkampftag führte noch Nehmer mit einem Zehntel Vorsprung. Aber speziell im dritten Lauf konnte Sperling Boden gut machen und übernahm die Führung mit knappen vier Zehntel Vorsprung. Diesem Vorsprung fügte er im letzten Lauf noch zwei Zehntel hinzu. Die Konkurrenz konnte von Anfang an dem Duell nur zuschauen, wenngleich sich Horst Schönau mit seiner Besatzung von Lauf zu Lauf steigerte und Bronze gewann. Für den Titelverteidiger von 1976, den bundesdeutschen Bob mit Pilot Stefan Gaisreiter blieb nur der undankbare vierte Platz.
| Platz | Bob                                                                                   | Lauf 1 | Lauf 2 | 1. Tag  | Lauf 3 | Lauf 4 | Gesamtzeit Rückstand |
| ----- | ------------------------------------------------------------------------------------- | ------ | ------ | ------- | ------ | ------ | -------------------- |
| 1     | Österreich 1 Fritz Sperling Franz Köfel Franz Rednack Walter Köck                     | 55,05  | 55,22  | 1:50,27 | 55,14  | 55,27  | 3:40.68              |
| 2     | DDR 1 Meinhard Nehmer Hans-Jürgen Gerhardt Bernhard Germeshausen Raimund Bethge       | 55,04  | 55,13  | 1:50,17 | 55,28  | 55,29  | 3:40.74 +0.06        |
| 3     | DDR 3 Horst Schönau Horst Bernhardt Harald Seifert Bogdan Musiol                      | 54,94  | 55,42  | 1:50,36 | 55,36  | 55,34  | 3:41.06 +0.38        |
| 4     | BR Deutschland 1 Stefan Gaisreiter Hans Wagner Heinz Busche Manfred Schumann          | –      | –      | –       | –      | –      | 3:41.39 +0.71        |
| 5     | DDR 2 Bernhard Lehmann Jochen Babock Harry Bahr Matthias Trübner                      | –      | –      | –       | –      | –      | 3:41.94 +1.26        |
| 6     | Österreich 2 Walter Delle Karth Kurt Oberhöller Hans Eichinger Franz Jakob            | –      | –      | –       | –      | –      | 3:42,18 +1.50        |
| 7     | BR Deutschland 5 Georg Großmann ?                                                     | –      | –      | –       | –      | –      | 3:42.38 +1.70        |
| 8     | BR Deutschland 2 Jakob Resch ?                                                        | –      | –      | –       | –      | –      | 3:42.76 +2.08        |
| 9     | Österreich 3 Manfred Stengl Lukas Rettenbacher Heinrich Bergmüller Bernhard Purkrabek | –      | –      | –       | –      | –      | 3:42.80 +2.12        |
| 10    | Österreich 6 Dieter Delle Karth ?                                                     | –      | –      | –       | –      | –      | 3:43.04 +2.36        |

## Zweierbob
Einen Dreifacherfolg, ein Novum in der bisherigen EM-Historie, konnten die Bobs aus der DDR feiern. Horst Schönau gelang dabei mit dem EM-Titel sein erster großer internationaler Erfolg als Bobpilot. Der Wettbewerb wurde von zwei höchst unterschiedlichen Wettkampftagen geprägt. Am ersten Tag herrschte dichter Nebel mit Sichtweiten vom kaum 50 Metern. Nach zwei Läufen führte das Duo Germeshausen/Gerhardt knapp vor Schönau/Seifert. Germeshausen hatte 1976 bei Olympia noch in den Bobs von Meinhard Nehmer gesessen, nun steuerte er selber einen Bob. Am zweiten Wettkampftag konnten die 26 Bobs aus 8 Ländern strahlenden Sonnenschein genießen. Wie in der Viererbob-Konkurrenz war es der dritte Lauf, der die Entscheidung brachte. Mit der Tagesbestzeit fuhr Schönau den entscheidenden Vorsprung heraus und ließ auch im vierten Lauf keinen großen Rückstand auf Germeshausen mehr zu. Das Duo Lehmann/Trübner musste jedoch bis zum Lauf um Bronze bangen, aber Pilot Fritz Sperling aus Österreich verfehlte letztlich eine weitere EM-Medaille um ein Zehntel. Olympiasieger Meinhard Nehmer kam diesmal nicht zurecht und belegte nur den neunten Platz.
| Platz | Bob                                                 | Lauf 1 | Lauf 2 | 1. Tag  | Lauf 3 | Lauf 4 | Gesamtzeit Rückstand |
| ----- | --------------------------------------------------- | ------ | ------ | ------- | ------ | ------ | -------------------- |
| 1     | DDR 1 Horst Schönau Harald Seifert                  | 57,17  | 57,59  | 1:54,76 | 57,15  | 57,31  | 3:49.22              |
| 2     | DDR 4 Bernhard Germeshausen Hans-Jürgen Gerhardt    | 57,19  | 57,54  | 1:54,73 | 57,40  | 57,29  | 3:49.42 +0.20        |
| 3     | DDR 2 Bernhard Lehmann Matthias Trübner             | 57,18  | 57,79  | 1:54,97 | 57,30  | 57,55  | 3:49.82 +0.60        |
| 4     | Österreich 1 Fritz Sperling Franz Köfel             | –      | –      | –       | –      | –      | 3:49.92 +0.70        |
| 5     | BR Deutschland 1 Stefan Gaisreiter Manfred Schumann | –      | –      | –       | –      | –      | 3:50.08 +0.86        |
| 6     | BR Deutschland 3 Jakob Resch Walter Barfuß          | –      | –      | –       | –      | –      | 3:51.03 +1.81        |
| 7     | DDR 5 Horst Bernhardt Bogdan Musiol                 | –      | –      | –       | –      | –      | 3:51.15 +1.93        |
| 8     | BR Deutschland 6 Toni Mangold Heinz Busche          | –      | –      | –       | –      | –      | 3:51.25 +2.03        |
| 9     | DDR 3 Meinhard Nehmer Raimund Bethge                | –      | –      | –       | –      | –      | 3:51.32 +2.10        |
| 10    | Österreich 3 Manfred Stengl Bernhard Purkrabek      | –      | –      | –       | –      | –      | 3:51.48 +2.26        |
| 20    | DDR 6 Jochen Babock Harry Bahr                      | –      | –      | –       | –      | –      | 3:54.49 +5.27        |

–  … keine Laufzeiten vorhanden

## Medaillenspiegel
| Platz | Nation                          | Gold | Silber | Bronze |
| ----- | ------------------------------- | ---- | ------ | ------ |
| 1     | Deutsche Demokratische Republik | 1    | 2      | 2      |
| 2     | Österreich                      | 1    | –      | –      |